# Jules Laforgue
Jules Laforgue (16. srpna 1860 Montevideo – 20. srpna 1887 Paříž) byl francouzský spisovatel, známý především pro své básnické dílo navazující na hnutí prokletých básníků. Laforguovým vrcholným dílem je sbírka Napodobení naší Paní Luny, vydal také knížku ironicky laděných historických próz Legendární morality a divadelní hru Čtverák Pierot. 

## Život a dílo
Narodil se v rodině francouzských přistěhovalců v Uruguayi, kde jeho otec pracoval jako učitel a bankovní úředník. Pocházel z jedenácti dětí. Od šesti let žil ve Francii – zprvu v otcově rodném Tarbes a pak v Paříži, kde studoval na Lycée Condorcet.  U maturitní zkoušky z filosofie pro svoji plachou povahu třikrát propadl.  V roce 1877 mu zemřela matka při porodu dvanáctého dítěte.
V devatenácti letech spolupracoval na sedmi číslech La Guêpe, časopisu vydávaného v Toulouse bývalými středoškolskými studenty z Tarbes.  Pod pseudonymem Ouraphle vyšla jeho  první báseň La Chanson des Morts a krátce na to následovaly  tři další básně již pod vlastním jménem.
Přispíval do časopisů La Vie moderne a Le Décadent, navštěvoval literární společnost Les Hydropathes. K okruhu Laforguových přátel patřili Paul Bourget, Gustave Kahn, Charles Cros, Théodore de Wyzewa a Eugène Ysaÿe. Mezi jeho učiteli byli Théophile Delcassé a Hippolyte Taine, jeho pohled na svět vycházel z metafyziky a pesimismu Arthura Schopenhauera a Eduarda von Hartmanna. Byl představitelem symbolismu a literárního impresionismu, výrazným rysem jeho textů je melancholie, mnohdy skrytá za ironií a komikou. Jeho tvorbu ovlivnil Walt Whitman, jehož dílo překládal do francouzštiny. Patřil k průkopníkům volného verše ve francouzské poezii.  V roce 1885 vyšly v Paříži jeho sbírky  Complaintes  (Nářky) a The Imitation of Notre–Dame la Lune (Napodobení naší paní  Luny). 
V letech 1881 až 1886 žil v Berlíně, kde ho císařovna Augusta Sasko-Výmarská zaměstnala jako osobního předčítače francouzských knih. Práce mu poskytovala finanční zabezpečení a možnost  cestovat po Evropě. Během těchto let napsal řadu textů o městě Berlíně a císařském dvoře, z nichž některé byly zaslány do Gazette des Beaux-Arts. V roce 1886 se v Londýně oženil s anglickou učitelkou Leah Lee (1861–1888) a vrátil se do Paříže. Na zpáteční cestě je zastihla bouře a Laforgue nastydl. Jeho zdravotní stav se zhoršoval,  přežíval pod opiáty. Ze začátku psal  pro Kahnův magazín Le Vogue, žil z půjček od přátel. Dokončil sbírku prozaických příběhů Moralités légendaires  (Legendární morality), které však vyšly až po jeho smrti.

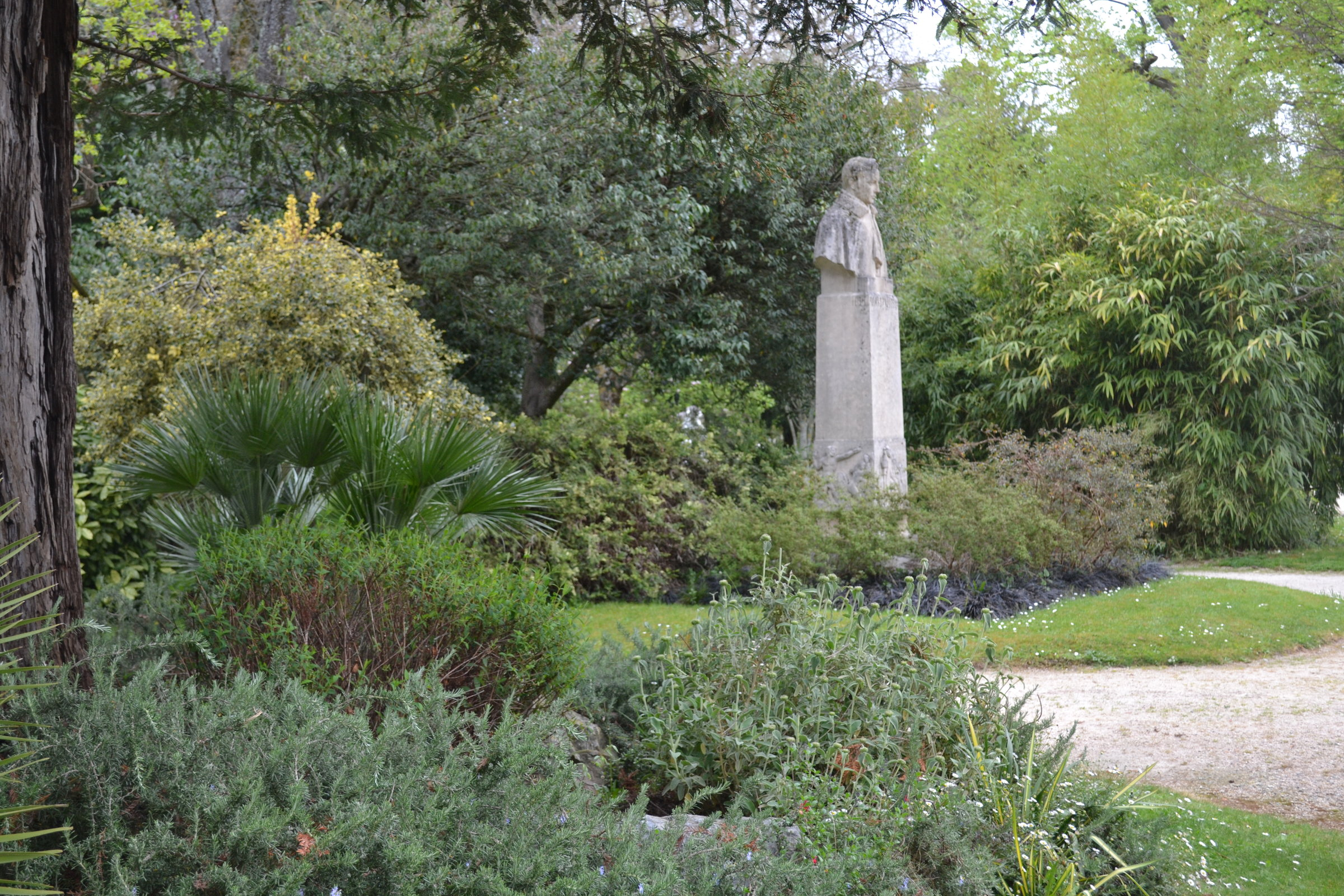
pomník Julese Laforgua v Tarbes

Jules Laforgue zemřel 20. srpna 1877 ve věku 27 let na tuberkulózu. Pohřben byl na hřbitově v Bagneux.  O rok později zemřela na stejnou nemoc v Anglii jeho manželka. V roce 1890 vyšly poslední  verše Julese Laforgua pod názvem Fleurs de bonne volonté (Květiny dobré vůle). Jeho původní básnické dílo čítá na 300 básní.  
Za svůj literární vzor ho označovali Thomas Stearns Eliot a Ezra Pound.
V češtině vyšly výbory z jeho díla Zázrak růží (1934), Sólo Luny (1981) a Kosmické klauniády (1985).
Je jednou z osobností, které Auguste Renoir namaloval na svém obraze Snídaně veslařů. V Tarbes se nachází jeho pomník, který vytvořil v roce 1938 Firmin Michelet.